# Дещица, Андрей Богданович
Андрей Богданович Дещица (укр. Андрій Богданович Дещиця; род. 22 сентября 1965, село Первятичи, Сокальский район, Львовская область, Украинская ССР, СССР) — украинский дипломат, Чрезвычайный и Полномочный Посол Украины.
Чрезвычайный и Полномочный Посол Украины в Польше в 2014—2022 годах. Исполняющий обязанности министра иностранных дел Украины с 27 февраля по 19 июня 2014 года.

## Биография
Родился 22 сентября 1965 года во Львовской области. Окончил Львовский государственный университет имени Ивана Франко (1989), Альбертский университет (Эдмонтон, Канада) (1995), магистр гуманитарных наук. Кандидат политических наук (1995). Владеет английским, русским и польским языками.
С 1996 по 1999 год — пресс-секретарь, первый секретарь посольства Украины в Республике Польша.
С 1999 по 2001 год — старший координатор Программы ПАУСИ (Польско-украинско-американская Инициатива о сотрудничестве) на Украине.
С 2001 по 2004 год — советник посольства Украины в Финляндской Республике.
С сентября 2004 по август 2006 года — советник-посланник посольства Украины в Республике Польша.
С августа 2006 по декабрь 2007 года — пресс-секретарь МИД Украины.
С 4 декабря 2007 по 9 октября 2012 года — Чрезвычайный и Полномочный Посол Украины в Финляндии.
С 3 октября 2008 по 9 октября 2012 года — Чрезвычайный и Полномочный Посол Украины в Исландии по совместительству.
С 2012 года — посол по особым поручениям. Специальный представитель действующего председателя ОБСЕ по урегулированию конфликтов.
С 27 февраля по 19 июня 2014 года — исполняющий обязанности министра иностранных дел Украины.
16 июня указом президента Украины утверждён членом Совета национальной безопасности и обороны Украины.
С 13 октября 2014 по 8 февраля 2022 года — Чрезвычайный и Полномочный Посол Украины в Польше.

## Деятельность на должности главы МИД Украины

### Резолюция Генеральной Ассамблеи ООН о поддержке территориальной целостности Украины
На заседании Генеральной Ассамблеи ООН 27 марта 2014 года представлял резолюцию о территориальной целостности Украины.

### Женевские соглашения в результате четырёхсторонних переговоров Украина — Евросоюз — США — Россия
Представлял Украину на четырёхсторонних переговорах в Женеве по урегулированию кризиса на Украине с участием высших дипломатических представителей Украины, ЕС, США и России 17 апреля 2014 года. Стороны приняли Женевское заявление, которое должно было заложить основу для деэскалации напряжённости на Украине.

### Скандал 14 июня 2014 года
14 июня 2014 года, после того, как в Луганске был сбит военно-транспортный самолёт ИЛ-76, у здания посольства Российской Федерации в Киеве состоялась акция протеста, через несколько часов переросшая в массовые беспорядки. Собравшиеся, заблокировав здание, забросали его и территорию посольства взрывпакетами, дымовыми шашками, камнями, яйцами, наполненными зелёнкой, сорвали с флагштока российский флаг, нарисовали на ограде нацистскую свастику, переворачивали и разбивали припаркованные у посольства автомобили. Андрей Дещица, прибыв к зданию посольства в сопровождении посла Украины в России и главы МВД Украины Арсена Авакова, обратился к толпе, осудив беспорядки и призвав собравшихся к спокойствию, а также заявил о своей принципиальной солидарности с митингующими и процитировал популярную среди протестующих кричалку Путин — хуйло!.
Председатель правительства России Дмитрий Медведев назвал поведение Дещицы «неадекватным» и «параноидальным», а российский министр иностранных дел Сергей Лавров заявил о невозможности каких-либо дальнейших контактов и встреч с «персонажем по фамилии Дещица».
Впоследствии Андрей Дещица заявлял, что таким образом он хотел разрядить обстановку и успокоить разгневанную толпу, не допустив возможного штурма посольства; такую же позицию выразил и МИД Украины.
Посол США на Украине Джеффри Пайетт, напротив, выразил одобрение действиям украинского министра. В своём микроблоге в Twitter он назвал Дещицу «умелым дипломатом».